# 张佳宝
张佳宝（1957年9月—），江苏高邮人，中国土壤学家，中国科学院南京土壤研究所研究员，中国工程院院士。

## 生平
1982年毕业于南京农业大学，获学士学位。1985年毕业于中国科学院南京土壤研究所，获硕士学位。1990年在国际水稻研究所农业工程系/菲律宾大学获土壤物理学博士学位。